# Darko Perić
Darko Perić est un acteur serbe, né le 25 mars 1977 à Kladovo (actuelle Serbie, alors en RFS de Yougoslavie). Faisant carrière en Espagne, il acquiert une renommée mondiale pour le rôle de Mirko Dragić, dit Helsinki dans la série espagnole La casa de papel,.

## Filmographie

### Télévision
- 2016 : Mar de plástico (série télévisée), 4 épisodes
- 2017-2021 : La Casa de Papel (série Netflix) : Mirko Dragić, dit Helsinki
- 2018 : La verdad (série télévisée), 2 épisodes : Mijael Varanov                               *
- 2022 : Or noir (série télévisée française), saison 3

### Cinéma
- 2014 : Kamikaze d'Álex Pina : le chef de la protection civile
- 2015 : Un jour comme un autre (A Perfect Day) de Fernando León de Aranoa : le vendeur d'eau
- 2015 : Ahora o nunca de Maria Ripoll : le premier chauffeur de taxi à Amsterdam
- 2016 : Garantía personal de Rodrigo Rivas : Toro
- 2019 : Bajo el mismo techo de Juana Macías : Chiquitin
- 2019 : El Cerro de los Dioses de Daniel M. Caneiro : Goran
- prévu : Inner Child de Davy Sihali : Branko